# Territori del Gabon
El Territori del Gabon fou una entitat colonial francesa que va existir fins a tres vegades:
La primera fou formada el 4 d'octubre de 1860 i va subsistir fins al 1883, sent administrat sota l'autoritat del governador de la colònia de Costa d'Ivori-Gabon (Cote d'Ivoire-Gabon) fins al 16 de desembre de 1883, i amb subgovernador particular pel territori. El seu primer governador fou César Charles Joseph Pradier que fou nomenat encara pel cap de la Divisió Naval de la Costa Occidental d'Àfrica el 4 d'agost de 1860, poc abans de la reorganització, i fou confirmat com a primer governador particular del territori dins la colònia. La situació política i militar a França el 1871 va portar al govern de la colònia a Arthur Verdier, de la companyia Arthur Verdier & Company com a resident i mantenidor de la sobirania francesa, doncs França va confiar el govern a una companyia privada; això que havia d'acabar el 1878 va seguir fins al 1881 quan Verdier fou confirmat com a governador de Costa d'Ivori però ara sota dependència del comandant de la Divisió Naval de la Costa Occidental d'Àfrica (Comandant de Gabon i dels Establiments del Golf de Guinea). El 1883 el territori de Gabon fou convertit en colònia separada (Colònia del Gabon) mentre que Costa d'Ivori fou posada sota dependència de Guinea.

## Governadors particulars
- 1860 - 1861 César Charles Joseph Pradier
- 1861 - 1863 Paul Claude Nicolas Brue
- 1863 - 1866 Charles Ferdinand Eugène Baur
- 1866 - 1867 Joseph Henri Brunet-Millet
- 1867 - 1868 Hyacinthe Laurent Théophile Aube
- 1868 - 1869 Frédéric Amable Bourgarel
- 1869 - 1871 Hippolyte Adrien Bourgin
- 1871 - 1873 Gustave Aristide Léopold Garraud
- 1873 - 1875 Charles Henri Jules Panon du Hazier
- 1875 - 1876 Félix Ambroise Clément
- 1876 - 1879 Paul Michel Frédéric Caudière
- 1879 - 1880 Augustin Ernest Dumont
- 1880 - 1881 Jules Émile Hanet-Cléry
- 1881 - 1883 Émile Masson

La segona vegada fou com a part del Congò Francès (1886-1888) i entitats successores (Congo Mitjà 1888-1891 i altre cop Congo Francès 1891-1902 i Baix Congo-Gabon 1902-1903). En tots aquests anys Libreville fou la capital del Congo Francès, Congo Mitjà, Congro Francès i Baix Congo-Gabon).
- 1886 - 1889 Noël Eugène Ballay
- 1889 - 1894 Charles de Chavannes
- 1894 - 1899 Albert Dolisie
- 1899 - 1902 Émile Gentil

I la tercera vegada fou com a "regió" (1934) reanomenada "territori d'ultramar" al cap de tres anys (1937), dins de l'Àfrica Equatorial Francesa, del 1934/1937 al 1958. El governador fou lleial al Govern de Vichy del 16 de juny de 1940 al 12 de novembre de 1940 quan Parant va assolir el govern en nom de la França Lliure després dels enfrontaments entre colons pro-Vichy i colons pro-De Gaulle, coneguts com a "Batalla de Gabon". El 1946 el territori d'Ultramar va quedar dins l'anomenada Unió Francesa amb dret a enviar diputats a l'Assemblea Nacional. La província de l'Alt Ogooué, que havia estat transferida del Congo a Gabon el 1925, va retornar aquest any al Congo. El 1958, Gabon va esdevenir una república autònoma, i fou elegit president Leon Mba acabant així el territori.

### Administrador superior de la regió
- 1934 - 1936 Louis Alexis Étienne Bonvin

### Governador delegat de la regió
- 1936 - 1937 Louis Alexis Étienne Bonvin

### Governador delegat del territori d'Ultramar
- 1937 - 1938 Georges Hubert Parisot
- 1938 - 1940 Georges Pierre Masson
- 1940 - 1941 André Marie Jules Parant

### Governadors del territori d'Ultramar
- 1941 - 1941 Hubert Eugène Paul Carras
- 1941 - 1942 Marie Louis Victor Valentin-Smith
- 1942 - 1943 Charles André Maurice Assier de Pompignan
- 1943 - 1944 Paul Vuillaume
- 1944 - 1946 Numa Henri François Sadoul
- 1946 - 1947 Roland Joanes Louis Pré
- 1947 - 1949 Numa Henri François Sadoul
- 1949 - 1951 Pierre-François Pélieu
- 1951 - 1952 Charles Émile Hanin
- 1952 - 1958 Yves Jean Digo
- 1958 - 1958 Louis Marius Pascal Sanmarco